# Шабалин, Георгий Иванович
Гео́ргий (Его́р) Ива́нович Шабали́н (1 мая 1926, Халтурино, Мари-Турекский кантон, Марийская автономная область — 8 сентября 1997, п. Оршанка, Марий Эл) — марийский советский журналист и редактор, член Союза журналистов СССР. Редактор Оршанской районной газеты «Вперёд» Марийской АССР (1965—1986). Заслуженный работник культуры РСФСР (1986), заслуженный работник культуры Марийской АССР (1980). Участник войны с Японией. Член КПСС.

## Биография
Родился 1 мая 1926 года в д. Халтурино ныне Мари-Турекского района Марий Эл.
7 ноября 1943 года призван в РККА. Участник войны с Японией: пулемётчик, воздушный стрелок на Дальнем Востоке, рядовой. Дослужился до капитана. Демобилизовался из армии 24 июня 1951 года
В 1957 году начал свою журналистскую деятельность: в 1957—1959 годах — редактор газеты «Вперёд» Хлебниковского р-на, в 1965—1986 годах — редактор газеты  «Вперёд» Оршанского района Марийской АССР. В 1963 году окончил Ленинградскую высшую партийную школу.
В 1996 году по инициативе уроженца д. Халтурино Мари-Турекского района Марий Эл Г. И. Шабалина на том месте, где раньше стояла деревня, был поставлен памятный обелиск.
Умер 8 сентября 1997 года в п. Оршанка Марий Эл.

## Звания и награды
- Заслуженный работник культуры РСФСР (1986)[5][6]
- Заслуженный работник культуры Марийской АССР (1980)[5][6]
- Медаль «За победу над Японией» (30.09.1945)
- Юбилейная медаль «За доблестный труд. В ознаменование 100-летия со дня рождения Владимира Ильича Ленина»
- Почётная грамота Президиума Верховного Совета Марийской АССР (1970, 1976)[5][6]